# Rittergut Kürbitz

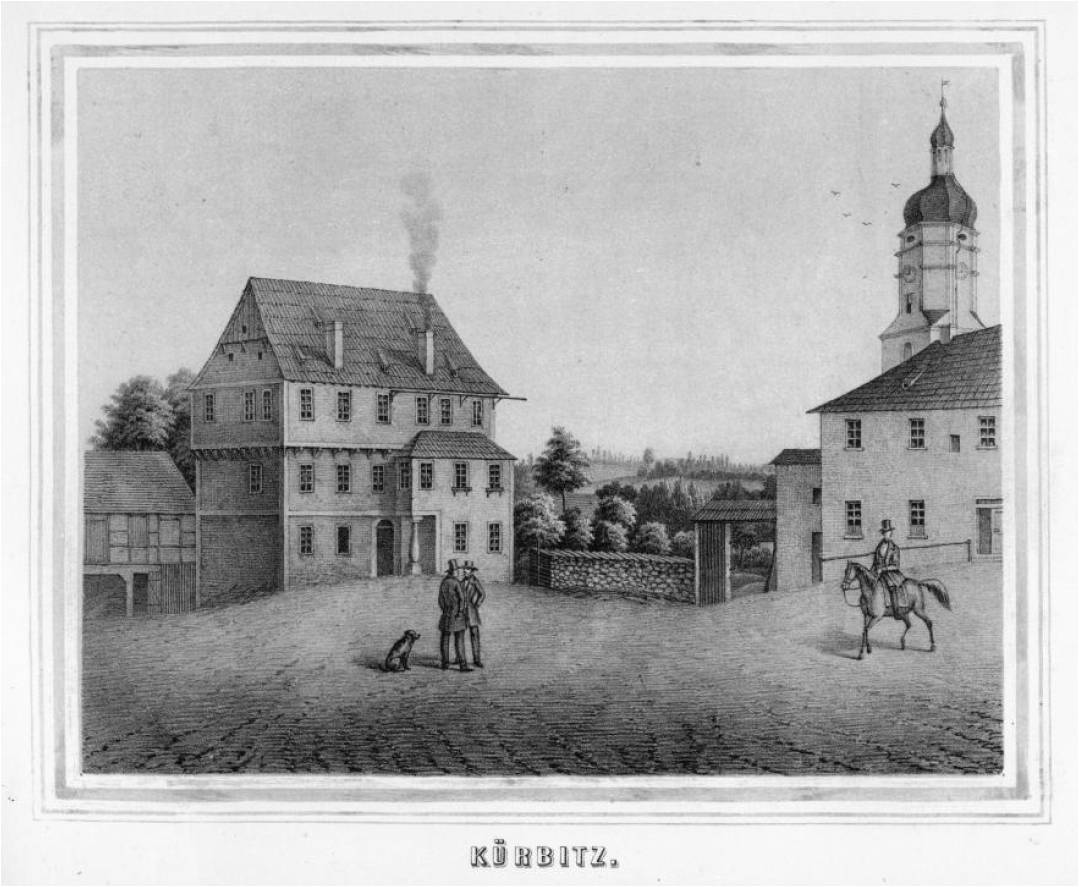
Das Rittergut um 1860

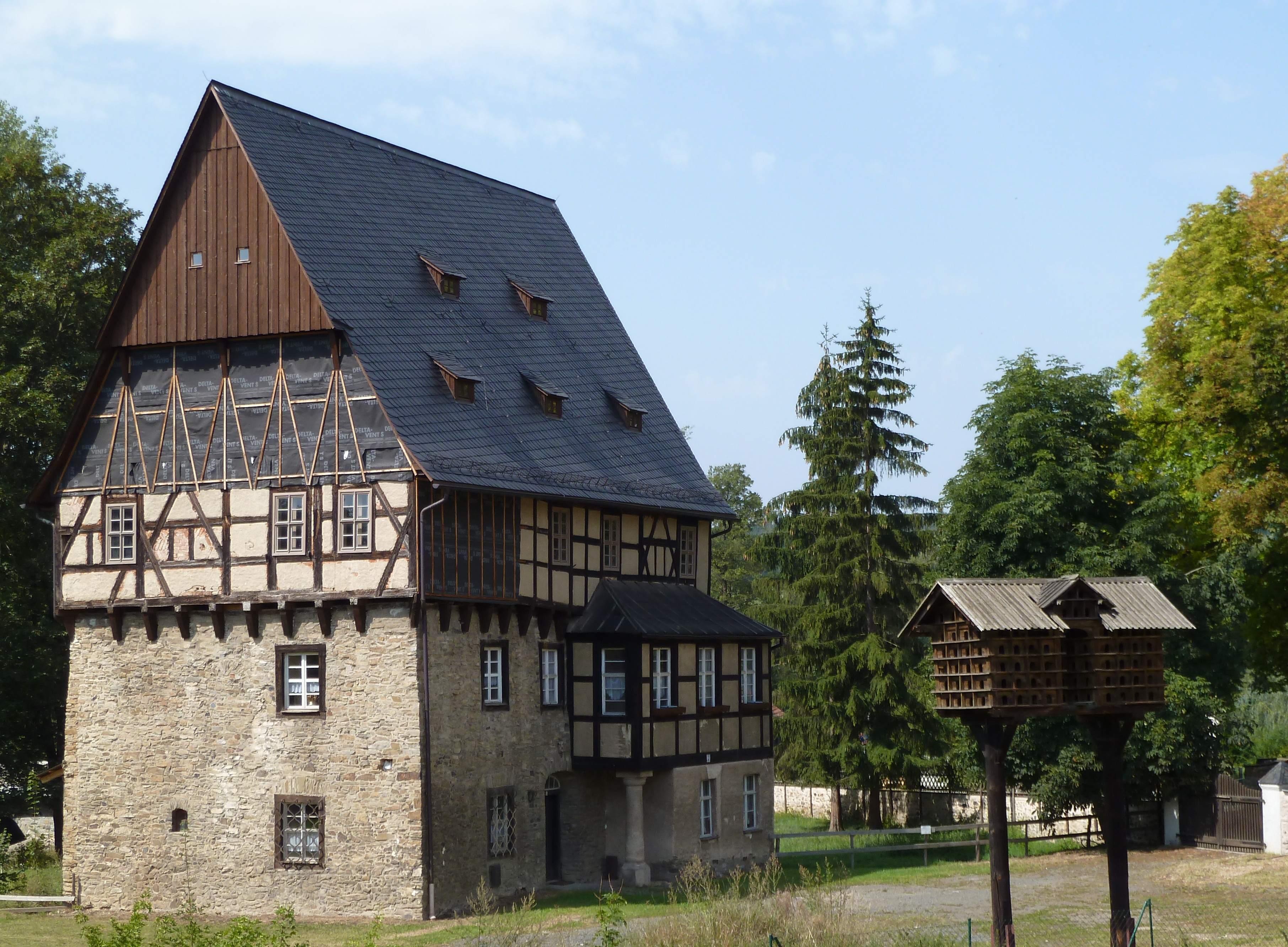
Rittergut Kürbitz 2011

Das Rittergut zu Kürbitz im Vogtland war ein Gut der Familie von Feilitzsch, von dem heute nur noch ein Teil des Herrenhauses erhalten geblieben ist.

## Geschichte
Die nach ihrem bei Hof gelegenen Stammsitz benannte Familie von Feilitzsch zählte um 1300 zu den Grundherren in Kürbitz. Jobst von Feilitzsch erwarb im späten 15. Jahrhundert im Ort bestehende Vorwerke und begründete so das Rittergut Kürbitz. Eine einstige Wasserburg, ein Festes Haus, am Flussübergang der Weißen Elster wurde später zum Herrenhaus. Etwa 700 Jahre, bis 1945, befand sich das Haus im Besitz der Adelsfamilie. Eine herausragende Persönlichkeit in der Geschichte des Anwesens war Urban Caspar Freiherr von Feilitzsch, markgräflich brandenburgischer Geheimer Rat, Kanzler und Lehenrichter. Im 17. Jahrhundert ließ er durch den Umbau zu einem Wohnschloss die bis heute zu erkennende Gebäudeform errichten. Der ursprüngliche mittelalterliche Wohnturm trägt einen vorkragenden Fachwerkaufsatz mit einem steilen Satteldach. Anfang des 19. Jahrhunderts erfolgte an der Nord- und Ostseite eine Erweiterung durch Anbauten mit Walmdächern. Im Inneren blieb die barocke Raumaufteilung im Wesentlichen erhalten. In den Jahren von 1936 bis 1938 wurde das Gebäude renoviert. Nach dem Ende des Zweiten Weltkrieges war das Herrenhaus eine Herberge für heimatvertriebene Deutsche. 1961 wurde die ehemalige Kartoffelbrennerei durch einen fahrlässig verursachten Brand zerstört. Andere freistehende Wirtschaftsgebäude auf dem Gelände des Rittergutes wurden immer weniger genutzt; sie verfielen und wurden schließlich abgerissen. Das Herrenhaus diente im oberen Bereich noch bis 1987 als Wohnhaus. Im unteren Bereich wurden Räume als Schulküche genutzt und auch die Gemeindebibliothek war im Gebäude untergebracht.
Am Morgen des 11. November 1987 kam es zu einem verheerenden Brand. Obergeschoss und Dach fielen den Flammen zum Opfer und das Herrenhaus konnte nur mit Mühe vor völliger Zerstörung bewahrt werden. Engagierte Einwohner aus Kürbitz errichteten bald darauf eine provisorische Dachabdeckung, um das Gebäude vor Witterungseinflüssen zu schützen. Über eine Dauer von fast 20 Jahren war dies die Rettung vor völligem Verfall.
Nach der Wiedervereinigung Deutschlands kümmerte sich zunächst auch Joachim Freiherr von Feilitzsch um den einstigen Sitz seiner Vorfahren. Seit 2005 engagiert sich ein Förderverein für die Rettung und Erhaltung des Herrenhauses. Der Förderverein Rittergut Kürbitz e. V. schloss mit dem Eigentümer des Objektes, der Gemeinde Weischlitz, einen Pachtvertrag und bemühte sich auch um eine künftige Nutzung. Vielseitige Aktivitäten ermöglichten den Erhalt von Spenden und die Gewährung von Zuwendungen, sodass 2007 eine umfassende Notsicherung des Gebäudes durchgeführt werden konnte. Dach und Dachgeschoss wurden völlig neu errichtet. Gefährdete Teile des Mauerwerkes wurden stabilisiert und Sanierungsarbeiten am Fachwerk durchgeführt.
Im Dezember 2011 plante die Gemeinde Weischlitz, im Rahmen einer Ausschreibung, die Veräußerung des Objektes.
Am 16. April 2012 beschloss der Gemeinderat Weischlitz (Beschlussnummer 326/45/2012) den Verkauf des Herrenhauses des ehemaligen Rittergutes Kürbitz an einen Immobilieninvestor aus Reichenbach i. V. Die Beschlussvorlage enthielt keinen Kaufpreis. Der Bürgermeister der Gemeinde Weischlitz weigerte sich, den Kaufpreis zu benennen. Auch das SMI beantwortete die Frage nicht.
In einer Vorberatung wurde vom Investor eine Kaufsumme von 20.000 Euro angeboten. Insgesamt waren ca. 500.000 Euro Spenden und Fördermittel in das Objekt geflossen. Der Investor bot im Vorfeld des Kaufes an, dass Räume im Erdgeschoss durch die Gemeinde genutzt werden könnten und so zumindest ein Teil des Hauses temporär öffentlich zugänglich geblieben wäre. Hierzu kam es nicht. Das Erdgeschoss wurde wie der Rest des Hauses zu einer Wohnung umgebaut. Der Zutritt zum Gelände wurde für die Öffentlichkeit verboten.
Am 16. September 2013 wurde der Park für 49 Cent pro Quadratmeter an denselben Investor verkauft. Die Erhaltung der Zugänglichkeit des Parks für die Öffentlichkeit wurde in der Beschlussvorlage explizit benannt. Auch diese Zusicherung wurde nicht eingehalten.
Somit sind das Gelände am Herrenhaus, das Gebäude selbst sowie der Park für die Öffentlichkeit nicht zugänglich. Ein Bericht über die laut Information des Investors durchgeführte baubegleitende Bauforschung liegt immer noch nicht vor.